# Dimitris Kuretas
Dimitrios (Dimitris) Kuretas (gr. Δημήτριος (Δημήτρης) Κουρέτας; ur. w 1962 w Patras) – grecki nauczyciel akademicki, toksykolog i samorządowiec, od 2023 roku gubernator Tesalii.

## Życiorys
Urodził się i wychowywał w ośrodku dla uchodźców w Patras. Studiował farmację na Uniwersytecie Patraskim, obronił doktorat w dziedzinie biochemii na Wydziale Chemii Uniwersytetu w Atenach. W latach 1990–1992 był pracownikiem naukowy w Harvard Medical School w Bostonie. Został wykładowcą fizjologii organizmów zwierzęcych i toksykologii oraz dyrektorem laboratorium na Wydziale Biochemii i Biotechnologii Uniwersytetu w Tesalii. Opublikował ponad 230 artykułów naukowych. W latach 2013–2014 był prorektorem Uniwersytetu w Tesalii. W styczniu 2019 roku został członkiem Światowej Akademii Nauk. Został prezesem Greckiego Towarzystwa Toksykologicznego.

### Działalność polityczna
W wyborach w 2006 roku bezskutecznie ubiegał się o urząd prefekta Larisy. Założył stowarzyszenie Inicjatywa (gr. Πρωτοβουλία) wspierane przez Syrizę. W wyborach samorządowych w 2019 roku bezskutecznie kandydował do rady regionu. W wyborach w 2023 roku został kandydatem Syrizy i Ogólnogreckiego Ruchu Socjalistycznego na urząd gubernatora Tesalii. Zwyciężył z urzędującym Konstandinosem Agorastosem uzyskując 59,50% głosów.